# Jaime Zevallos
Jaime Zevallos é um ator, roteirista e diretor peruano. Ele também é descendente de judeus espanhóis e judeus alemães.

## Carreira
Jaime Zevallos nasceu no Peru. Sua família se mudou para Nova York quando ele tinha três anos. Ele entrou no Queensborough Community College para estudar teatro e cinema. Ele começou a fazer testes para projetos indie em Nova York, durante o qual ele conheceu "as pessoas mais agradáveis" para ajudar a alcançar seu objetivo. Ele também começou a roteirizar, sendo inspirado a fazer isso depois de ter lido o roteiro de Annie Hall, de Woody Allen.
Jaime participou de séries de televisão como House, Southland, Off the Map e Sons of Anarchy. Ele também começou a escrever e produzir seu próprio material, como o filme de 2012, Heartlines.
Jamie começou a perder o interesse em escrever quando dois de seus roteiros opcionais foram recusados. Ele trabalhou como garçom enquanto ainda fazia testes de elenco. Eventualmente ele foi inspirado a escrever um roteiro depois de assistir When Harry Met Sally.... Ele escreveu, dirigiu e estrelou You, Me e Five Bucks. O título se originou de Reality Bites depois de uma linha do personagem de Ethan Hawke.
Ele se juntou ao elenco de Marvel's Cloak & Dagger como Padre Delgado.

## Vida pessoal
Ele foi nomeado "um dos 25 latinos mais influentes de Los Angeles" pela Latino Leaders Magazine.

## Filmografia
| Ano  | Título                               | Papel                     | Notas                                       |
| ---- | ------------------------------------ | ------------------------- | ------------------------------------------- |
| 1999 | Summer of Sam                        | Policial do NYPD          | Não-creditado                               |
| 2005 | Losers of the Year                   | Skateboarder              | Vídeo                                       |
| 2006 | The Gleam                            | Max                       |                                             |
| 2006 | Double Down                          | Ryan                      | Também roteirista e diretor                 |
| 2007 | Reno 911!: Miami                     | Policial                  | Não-creditado                               |
| 2007 | Life's Web                           | Chef                      | Curta-metragem                              |
| 2009 | Cloud Gazing                         | Henry                     | Vídeo; Também roteirista e diretor          |
| 2009 | El americano                         | Frequentador do Mercado   | Curta-metragem                              |
| 2009 | Struggle                             | Vencedor do Xadrez        | Curta-metragem                              |
| 2009 | Painless: The Dark Side of Hollywood | Gomez                     | Curta-metragem; Também roteirista           |
| 2009 | Love, Sex & Drugs                    | Jack                      |                                             |
| 2009 | Diplomatic Acquisition               | Antonio                   | Curta-metragem                              |
| 2010 | A Presidential Dilemma               | Assistente Presidencial 2 | Curta-metragem                              |
| 2010 | The Latin & The Gringo               | Jesus                     | Curta-metragem; Também roteirista           |
| 2010 | Happy Killers                        | Assassino                 | Curta-metragem; Também roteirista e diretor |
| 2011 | Somnolence                           |                           | Curta-metragem                              |
| 2011 | Blood Canvas                         | James Pitman              |                                             |
| 2011 | Wreck                                | Joel                      | Curta-metragem                              |
| 2011 | Maria My Love                        | Jamie                     | Não-creditado                               |
| 2012 | Heartlines                           | JP                        | Também roteirista                           |
| 2013 | Pescado Muerto                       | Ulises                    | Curta-metragem                              |
| 2013 | One Story                            | Emilio                    |                                             |
| 2013 | Duke                                 | Hector                    |                                             |
| 2014 | Grisly                               | M-Agent #2                | Curta-metragem                              |
| 2014 | Killing Frisco                       | Frisco                    |                                             |
| 2015 | American Sharia                      | Oficial Jose              |                                             |
| 2015 | 4am Gas Station Muzak                | Rey Bans                  | Curta-metragem; Também roteirista e diretor |
| 2015 | The Visions of Daniel                | Homem em Preto            | Curta-metragem                              |
| 2016 | The Vanished                         | Ray                       |                                             |
| 2016 | Call Me King                         | Assassino Salvadorenho    |                                             |
| 2016 | Me You and Five Bucks                | Charlie Castillo          | Também roteirista e diretor                 |
| 2017 | The Summoning                        | Detetive Jonathan Silva   |                                             |
| 2017 | The Ghost and The Whale              | Poe                       |                                             |
| 2018 | Guilty Not Guilty                    | Narrador                  |                                             |
| 2018 | Sweet Darling                        | Rich Holstein             |                                             |
| 2018 | El Africano                          | Diego                     |                                             |
| 2018 | East End                             | Rodolfo Valentino         | Curta-metragem; Também roteirista e diretor |
| TBA  | Dead Men Float                       | Raphael                   |                                             |

| Ano       | Título                  | Papel               | Notas                                         |
| --------- | ----------------------- | ------------------- | --------------------------------------------- |
| 1999      | Eye Spy Video           |                     |                                               |
| 2006      | General Hospital        | Estudante Colegial  | 1 episódio                                    |
| 2006      | The Bedford Diaries     | Espectador do Motim | Episódio: "I'm Gonna Love College"            |
| 2006      | Dating Factory          |                     |                                               |
| 2006      | Jericho                 | Bombeiro            | Episódio: "Fallout"                           |
| 2006      | SamHas7Friends          | Chivo Gonzales      | Recorrente                                    |
| 2007      | José Luis Sin Censura   | Hector              | Episódio: "Maria y su jefe tienen relaciones" |
| 2007      | Mind of Mencia          | Oficial Tijuana     | 1 episódio                                    |
| 2007      | 12 Corazones            | Leo                 | 2 episódios                                   |
| 2008      | Karlifornia             |                     |                                               |
| 2008      | Secretos                | Gabriel Rojas       | Episódio: "Bad Sister"                        |
| 2008      | Ingles Ya!              | The Husband         | Episódio: "Opening a Bank Account"            |
| 2008      | Leverage                | Bruiser             | Episódio: "The Miracle Job"                   |
| 2010      | House                   | Marcus              | Episódio: "Small Sacrifices"                  |
| 2011      | Southland               | Padre               | Episódio: "Code 4"                            |
| 2011      | Off the Map             | Elan Osario         | Episódio: "On the Mean Streets of San Miguel" |
| 2012      | Sons of Anarchy         | EMT                 | Episódio: "Ablation"                          |
| 2013      | Shrader House           | Alex Vega           | Filme para TV                                 |
| 2013      | Douche Bros.            | Doug                | PilotO                                        |
| 2014      | Intelligence            | Nestor Junaro       | Episódio: "Delta Force"                       |
| 2014      | The Bridge              | Manuel Alcala       | 2 episódios                                   |
| 2015      | American Horror Story   | Kevin               | Episódio: "She Gets Revenge"                  |
| 2016      | Change of Heart         | Comandante Pence    | Filme para TV                                 |
| 2016      | Home                    | Victor 'Bird' Ruiz  | Filme para TV                                 |
| 2016      | Alternatino             | Henchman            | Episode: "Buenas Noches with Diego Luca"      |
| 2016-2017 | Animal Kingdom          | Scottie Randall     | 2 episódios                                   |
| 2017      | Beauty and the Baller   | Robert Montana      | 3 episódios                                   |
| 2018-2019 | Marvel's Cloak & Dagger | Padre Delgado       | Elenco principal                              |